# Damaris Abarca González
Pour les articles homonymes, voir González.
Abarca  González est un nom espagnol. Le premier nom de famille, en général paternel, est Abarca ; le second, en général maternel, souvent omis, est González.
Damaris Abarca González, née le 27 février 1990 à Rancagua, est une joueuse d'échecs chilienne. Quadruple championne nationale et présidente de la Fédération chilienne des échecs depuis 2018, elle est considérée comme une des meilleures joueuses d'échecs chiliennes.

## Carrière
Enfant, elle apprend à jouer aux échecs en regardant son père qui l'enseigne à ses frères, puis en jouant avec eux. À 13 ans, elle gagne une compétition locale à laquelle l'avait inscrite son professeur d'éducation physique. Elle devient ensuite championne chilienne dans les catégories moins de 14 ans, moins de 16 ans et moins de 18 ans.
En 2009, elle se forme au Mexique comme arbitre de la Fédération internationale des échecs.
En 2010, à 20 ans, elle est championne du Chili, et est sélectionnée pour participer à la 39ème Olympiade d'échecs en Russie. Au total, elle participe à 5 olympiades consécutives (de 2010 à 2018). En 2012, elle reçoit le titre de Maître féminin de la Fédération Internationale des échecs pendant l'Olympiade d'échecs d'Istanbul.
En 2018, elle devient la première femme présidente de la Fédération d'échecs du Chili, et également première femme présidente d'une fédération d'échecs en Amérique latine,.
Elle se bat pour la parité dans les échecs et est membre de la commission pour les femmes de la Fédération internationale d'échecs,. Depuis 2017, elle est aussi présidente de l'Association de joueuses d'échecs chiliennes, qui cherche à encourager l'accès des femmes à ce sport. En 2017, elle prend position en faveur de l'avortement légal.
En mai 2021, elle est élue membre de l'Assemblée constituante chilienne pour le district 15 (qui comprend les communes suivantes : Codegua, Coínco, Coltauco, Doñihue, Graneros, Machalí, Malloa, Mostazal, Olivar, Quinta de Tilcoco, Rancagua, Rengo y Requínoa), en tant que membre du groupe Apruebo Dignidad (j'approuve la dignité),.
En 2023, elle remporte de nouveau le championnat féminin du Chili d'échecs.

## Vie personnelle
Elle a étudié la philosophie et le droit à l'Université du Chili.
En 2011, on lui diagnostique le lupus.